# Arkane Studios
Arkane Studios är ett franskt företag som utvecklar datorspel. Företaget grundades i Lyon år 1999 och släppte sitt första spel, Arx Fatalis år 2002. År 2010 köptes Arkane Studios upp av Zenimax Media. I maj 2024 stängde Microsoft, som köpte upp Zenimax Media år 2021, flera av Zenimax spelstudior, däribland Arkane Austin. 

## Ludografi
| Titel                             | År      | Genre                | Plattform                                             | Noteringar               |
| --------------------------------- | ------- | -------------------- | ----------------------------------------------------- | ------------------------ |
| Arx Fatalis                       | 2002    | RPG                  | Xbox, Windows                                         |                          |
| Dark Messiah of Might and Magic   | 2006    | RPG                  | Xbox 360, Windows                                     |                          |
| Call of Duty: World at War        | 2008    | First-person shooter | Xbox 360, Windows, PlayStation 3, Windows Mobile, Wii | Endast flerspelarläget   |
| The Crossing                      | Nedlagt | First-person shooter |                                                       |                          |
| Return to Ravenholm               | Nedlagt | First-person shooter |                                                       | Spinoff till Half-Life 2 |
| KarmaStar                         | 2009    | Strategi             | iOS                                                   |                          |
| LMNO                              | Nedlagt | Action               |                                                       | Bandesign                |
| BioShock 2                        | 2010    | First-person shooter | OS X, PlayStation 3, Xbox 360, Windows                | Bandesign                |
| Dishonored                        | 2012    | First person Stealth | PlayStation 3, Xbox 360, Windows                      |                          |
| Dishonored 2                      | 2016    | First person Stealth | PlayStation 4, Xbox One, Windows                      |                          |
| Prey                              | 2017    | Action, Adventure    | PlayStation 4, Xbox One, Windows                      |                          |
| Dishonored: Death of the Outsider | 2017    | First person Stealth | PlayStation 4, Xbox One, Windows                      |                          |
| Deathloop                         | 2021    | First person shooter | Playstation 5, Windows                                |                          |